# Агенты «Щ.И.Т.»: Академия
«Аге́нты „Щ.И.Т.“: Академия» (англ. Marvel's Agents of S.H.I.E.L.D.: Academy, или просто Agents of S.H.I.E.L.D.: Academy) — американский пятисерийный научно-фантастический боевик в формате мини-веб-сериала, неканоничный спин-офф телесериала «Агенты „Щ.И.Т.“» (основанного на комиксах издательства Marvel Comics о вымышленной организации «Щ.И.Т.»).
Все пять эпизодов выпускались весной 2016 года с 9 марта по 4 мая.

## Сюжет
Три новобранца — преданные фанаты Marvel — приходят на кастинг «Агентов „Щ.И.Т.“» и поступают в Академию, где участвуют в испытаниях, чтобы побороться за место в актёрском составе сериала «Агенты „Щ.И.Т.“». Так, например, рекрутам предстоит повторить трюк Кларка Грегга (исполнителя роли Фила Колсона) с прыжком в воду из девятого эпизода («Отмщение») третьего сезона. Звёзды из телесериала также появляются в веб-сериале.

## Производство
Спродюсирован компаниями ABC Studios и Marvel Television. Производственная компания — Retrofit Films. Спонсорским партнёром выступил бренд Lexus, в шоу представлена модель 2016 Lexus RX 350 F SPORT.
Исполнительными продюсерами веб-сериала выступили Пастор Альварадо III, Джеффри Коло, Кристофер Ханада и Тэннер Клинг. Последний также срежиссировал шоу. Оператор — Оскар Чавез, годом ранее работавший над «Агентами „Щ.И.Т.“: Двойным агентом».

### Кастинг
| Конкурсанты - Ноэль Энн Мэбри (Преподаватель математики и естественных наук) - Фрэнк Моран (Студент) - Ральф Лэмми-мл. (Бармен) | Гостевые появления - Кларк Грегг - Элизабет Хенстридж - Бретт Далтон - Минг-На Вен - Генри Симмонс - Люк Митчелл - Иэн Де Кэскер - Наталья Кордова-Бакли | - Бретт Эрлих - Скотт Уильямс - Р. Дж. МакКасленд - Энн Фоли - Том Вайсанен - Кит Поттер |

## Маркетинг и релиз
Для веб-сериала была выделена ссылка-перенаправление MAoSAcademy.com, ведущая на страницу шоу на сайте ABC.com. Проморолик веб-сериала был представлен накануне премьеры. Первый эпизод был опубликован в среду 9 марта 2016 года на ABC.com, в приложении Watch ABC, а днём позже — на официальном YouTube-канале ABC. Следующие эпизоды выходили каждую вторую среду.

## Эпизоды
| № | Название                                            | Режиссёр     | Дата премьеры  | Рейтинг IMDb |
| --- | --------------------------------------------------- | ------------ | -------------- | ------------ |
| 1 | «Recruitment» «Вербовка»                            | Тэннер Клинг | 9 марта 2016   | 6.4          |
| Суперфанаты «Агентов „Щ.И.Т.“» Ноэль Мэбри, Фрэнк Моран и Ральф Лэмми-младший желают получить возможность поучаствовать в любимом сериале, но не знают, что будет происходить. Каждый из них входит в офис American Broadcasting Company, и секретарша просит их заполнить форму и ответить на несколько вопросов. Ноэль — учительница математики и естественных наук; она утверждает, что может задержать дыхание на одну минуту. Фрэнк — студент; он утверждает, что не боится высоты и его рост составляет 175 см. Лэмми — бармен; он утверждает, что любит рисковать, занимается скалолазанием без страховки и весит 122 кг. Секретарша сообщает каждому участнику, что режиссёр готов принять их, и даёт им наушники. Каждый из них входит в комнату с монитором, на котором появляется Кларк Грегг и сообщает им, что они будут проходить строгий процесс оценки, чтобы определить, кто из них обладает самым высоким уровнем физических и умственных способностей. Грегг убеждается, что у каждого из них есть всё необходимое, чтобы стать агентом «Щ.И.Т.», и говорит им приложить руку к экрану, чтобы принять вызов. После этого в комнату входит спецназ, хватает каждого участника и заставляет их сесть в машину. |                                                     |              |                |              |
| 2 | «Sci-Tech Challenge» «Научно-технический конкурс»   | Тэннер Клинг | 23 марта 2016  | 6.5          |
| Ноэль Мэбри входит в комнату с бассейном, где на мониторе появляется Элизабет Хенстридж. Она должна решить несколько умственных задач, чтобы спасти человека, прикованного наручниками к портфелю и имеющего ограниченный запас кислорода. Успешно решив их, Ноэль выигрывает роль в сериале. |                                                     |              |                |              |
| 3 | «Skydive Challenge» «Конкурс с прыжком с парашютом» | Тэннер Клинг | 6 апреля 2016  | 6.2          |
| Фрэнка Морана привозят в аэропорт. Он подходит к монитору, на котором его приветствуют Минг-На Вен и Генри Симмонс. Вен сообщает Морану, что его задача — прыгнуть с самолета на высоте 12 500 футов. По приземлению Фрэнк узнаёт, что получил роль. |                                                     |              |                |              |
| 4 | «Inhuman Adaptation» «Адаптация Нелюдей»            | Тэннер Клинг | 20 апреля 2016 | 6.0          |
| Ральфа Лэмми-младшего высаживают на территории, где он обнаруживает монитор, с которого его приветствует Люк Митчелл. Участник должен пройти полосу препятствий и получить координаты точки эвакуации за шесть минут. Митчел поздравляет Ральфа с получением роли после прохождения испытаний. |                                                     |              |                |              |
| 5 | «Commencement» «Выпускной»                          | Тэннер Клинг | 4 мая 2016     | 6.4          |
| Они приложили много усилий, и теперь эти суперфанаты наряжаются для своих ролей в сериале «Агенты „Щ.И.Т.“». |                                                     |              |                |              |

## Роль в КВМ
В результате трио фанатов снялось в вышедшем 17 мая предпоследнем эпизоде третьего сезона — «Всепрощение».
В отличие от веб-сериалов «WHIH Newsfront» (2015—2016), «Агенты „Щ.И.Т.“: Йо-Йо» (2016) и «TheDailyBugle.net» (2019—2021), «Аге́нты „Щ.И.Т.“: Академия» связан с Кинематографической вселенной Marvel (КВМ), но не является каноничным для данной франшизы и её медиа, таких как кинофильмы и телесериалы, не входя таким образом в основную хронологию событий вымышленной вселенной точно так же, как веб-сериалы «Агенты „Щ.И.Т.“: Рассекречено» (2013—2014) и «Агенты „Щ.И.Т.“: Двойной агент» (2015).

## Приём
| Рейтинги | Рейтинги |
| Издание  | Оценка |
| -------- | --- |
| MyShows  | 3,5 из 5 звёзд · 3,5 из 5 звёзд · 3,5 из 5 звёзд · 3,5 из 5 звёзд · 3,5 из 5 звёзд                                                                                                |
| IMDb     | 6,8 из 10 звёзд · 6,8 из 10 звёзд · 6,8 из 10 звёзд · 6,8 из 10 звёзд · 6,8 из 10 звёзд · 6,8 из 10 звёзд · 6,8 из 10 звёзд · 6,8 из 10 звёзд · 6,8 из 10 звёзд · 6,8 из 10 звёзд |

Веб-сериал был номинирован на 28-ю премию Гильдии продюсеров Америки в категории «Лучший веб-сериал», но в итоге проиграл комедийному ток-шоу «Комики за рулём в поисках кофе».
По состоянию на 11 июня 2023 года веб-сериал имеет пользовательский рейтинг 6.8/10 (на основе более 600 оценок) на сайте IMDb, 3.57/5 на сайте MyShows (при более 200 оценок). На Кинопоиске рейтинг отсутствует из-за малого количества оценок.